# Poetry (tom Marii Abdy)
Poetry. Sixth Series – tom wierszy angielskiej poetki Marii Abdy, opublikowany w Londynie w 1854 nakładem oficyny J. and W. Robins. Zbiór zawiera ponad sześćdziesiąt utworów. Znalazły się w nim wiersze Lines on the Portrait of H. R. H. Prince Albert, A Farewell to the Crystal Palace, Song of the Sea Waves, "Alabama", or "Here we Rest", Mignonette, The Widower's Child, Sonnet-Gifts, The Valleys, Dear Wife, We Are Growing Old.